# World Athletics Relays

Wortmarke

Die World Athletics Relays (inoffiziell auch als Staffel-Weltmeisterschaften bezeichnet) sind Leichtathletikwettkämpfe, die seit 2014 ursprünglich jährlich, seit 2015 nur noch alle zwei Jahre von World Athletics ausgerichtet werden. Sieger werden in den olympischen Staffeldistanzen 4 × 100 und 4 × 400 Meter sowie in einigen weiteren Disziplinen ermittelt. Die bei der Erstausgabe ausgetragenen Staffeln über 4 × 1500 Meter wurden bereits 2015 durch Medley-Staffeln (1200 m, 400 m, 800 m, 1600 m) ersetzt, welche bei der Folgeaustragung ihrerseits wiederum gegen die ab 2020 olympische Mixed-Staffel über 4 × 400 Meter ausgetauscht wurden. Bei der vierten Austragung 2019 fand ein Mixed-Staffellauf über 2 × 2 × 400 Meter anstelle der 4-mal-800-Meter-Staffeln der Vorjahre statt, zusätzlich neu eingeführt wurde in diesem Jahr eine ebenfalls gemischte Hürden-Pendelstaffel.
Die Sieger der World Relays sind keine offiziellen Weltmeister. Amtierende Weltmeister über 4 × 100 und 4 × 400 Meter bleiben somit die Gewinner der vorangegangenen Leichtathletik-Weltmeisterschaften. Statt eines Medaillenspiegels wird ein Punktesystem verwendet, um disziplinenübergreifend eine Reihenfolge der teilnehmenden Nationen zu ermitteln.
Die ersten drei Veranstaltungen fanden im Thomas Robinson Stadium auf den Bahamas in Nassau statt. Anfang Juli 2018 teilte die Regierung der Bahamas dem Leichtathletik-Weltverband IAAF mit, dass sie die für 2019 geplanten Titelkämpfe aus finanziellen Gründen nicht ausrichten könne, und der jamaikanische Leichtathletikverband (JAAA) bekundete Interesse einzuspringen, desgleichen auch der australische Leichtathletikverband. Mitte September 2018 zog sich auch Jamaika zurück, da die Regierung die notwendigen finanziellen Mittel nicht bereitstellen könne. Der Vorsitzende des japanischen Leichtathletikverbandes (JAAF) Hiroshi Yokokawa äußerte daraufhin, dass man der Idee einer möglichen Austragung der World Relays in Tokio positiv gegenüber stehe. Gut eine Woche später wählte das IAAF-Council Yokohama, wenige Kilometer südwestlich von Tokio, als Austragungsort.

## Übersicht
| Jahr | Stadt     | Land                | Datum         | Stadion                          | Sportler | Nationen |
| ---- | --------- | ------------------- | ------------- | -------------------------------- | -------- | -------- |
| 2014 | Nassau    | Bahamas             | 24./25. Mai   | Thomas Robinson Stadium          | 576      | 43       |
| 2015 | Nassau    | Bahamas             | 2./3. Mai     | Thomas Robinson Stadium          | 669      | 43       |
| 2017 | Nassau    | Bahamas             | 22./23. April | Thomas Robinson Stadium          | 509      | 35       |
| 2019 | Yokohama  | Japan               | 11./12. Mai   | Internationales Stadion Yokohama |          | 43       |
| 2021 | Chorzów   | Polen               | 1./2. Mai     | Stadion Śląski                   |          | 32       |
| 2024 | Nassau    | Bahamas             | 4./5. Mai     | Thomas Robinson Stadium          | 893      | 54       |
| 2025 | Guangzhou | Volksrepublik China | 10./11. Mai   | Guangdong Olympic Stadium        |          |          |